# Hochschule Pforzheim
Die Hochschule Pforzheim – Gestaltung, Technik, Wirtschaft und Recht (englisch Pforzheim University) ist eine staatliche Hochschule für Angewandte Wissenschaften des Landes Baden-Württemberg. Sie ist Gründungsmitglied im 2022 errichteten Promotionsverband der Hochschulen für angewandte Wissenschaften Baden-Württemberg. Sie ist in drei Fakultäten gegliedert: Gestaltung, Technik sowie Wirtschaft und Recht.

## Geschichte

### Gründung im Großherzogtum Baden
Die 1877 durch Großherzog Friedrich I. in Pforzheim gegründete Großherzogliche Kunstgewerbeschule und Fachschule für die Metallindustrie sollte in erster Linie Fachkräfte für die Pforzheimer Schmuck- und Uhrenindustrie ausbilden. Sie wurde 1937 in Badische Kunstgewerbeschule, 1940 in Staatliche Meisterschule und 1952 in Vereinigte Goldschmiede-, Kunst- und Werkschule umbenannt.

### Erweiterung und Neustrukturierung nach dem Zweiten Weltkrieg
1963 erfolgte die Gründung der Staatlichen Höheren Wirtschaftsfachschule. 1971 entstand aus der Kunstgewerbeschule und anderen Vorgänger-Institutionen die Fachhochschule für Gestaltung. Die ehemalige Höhere Wirtschaftsschule wurde in die Fachhochschule für Wirtschaft überführt.
1992 wurden die Fachhochschule für Gestaltung und die Fachhochschule für Wirtschaft unter Gründung einer neuen Fakultät für Technik als Fachhochschule Pforzheim – Hochschule für Gestaltung, Technik und Wirtschaft zusammengeführt. 1995 wurden ingenieurwissenschaftliche Studiengänge eingeführt. 1996 wurde der Lehrbetrieb im Studiengang Wirtschaftsrecht aufgenommen. 2005 erfolgte die Umbenennung in Hochschule Pforzheim – Gestaltung, Technik, Wirtschaft und Recht.

### Internationale Profilierung
Die Hochschule kooperiert mit über 100 Partneruniversitäten. Sie verpflichtete sich als eine der ersten weltweit zur Einhaltung der von der UNO als Teil der Global Compact Initiative initiierten „Principles for Responsible Management Education“. Seit 2012 ist sie als „familiengerechte Hochschule“ zertifiziert.

## Fakultäten
Die Hochschule bietet 29 Bachelor- und 20 Masterstudiengänge in den folgenden Fakultäten an:
- Fakultät für Gestaltung (650 Studierende)
- Fakultät für Technik (2000 Studierende)
- Fakultät für Wirtschaft und Recht (3300 Studierende)

Die Fakultät für Wirtschaft und Recht ist von der Association to Advance Collegiate Schools of Business akkreditiert. Damit ist die Hochschule Pforzheim eine von bundesweit elf Hochschulen, die für einen der international höchsten Qualitätsstandards für Wirtschaftshochschulen akkreditiert wurden. Sie war zudem die erste Hochschule für Angewandte Wissenschaften in Deutschland, die AACSB-akkreditiert war. Die technischen Studiengänge sind von der ASIIN, die betriebswirtschaftlichen Studiengänge von AQAS akkreditiert.
Die technische Fakultät bietet seit dem Wintersemester 2020/21 die Studiengänge Maschinenbau und Mechatronik auch in Form des StudiumPlus an. Die Ausbildung ist dabei in das Bachelor-Studium integriert.

## Rankings
Einer Befragung von Masterstudierenden durch das CHE zufolge, belegte die Hochschule Pforzheim 2008 in der Disziplin „Studiensituation insgesamt“ unter den 18 beurteilten Universitäten und Fachhochschulen den fünften Platz.
Beim Ranking der Fachhochschulen durch die Wirtschaftswoche belegte die Hochschule Pforzheim seit 2012 den zweiten Platz im bundesweiten Vergleich nach vierten und dritten Plätzen in den Vorjahren. Im Jahr 2022 rangiert die Hochschule Pforzheim mit keiner Fächergruppe mehr in den Top Ten.

## Standorte

### Tiefenbronner Straße 65 und 66
- Hauptsitz der Hochschule und der Fakultäten für Technik sowie Wirtschaft und Recht
- Zentrale Hochschulbibliothek und Audimax
- Haupt-Mensa und Cafeteria
- Hochschulverwaltung, Rektorat, StudiCenter und Prüfungsamt, Akademisches Auslandsamt, Rechtsamt, Hochschulinformationszentrum / Rechenzentrum (HIZ, Campus IT), Technischer Betrieb
- AStA / Verfasste Studierendenschaft und Initiativen-Büros
- Sprachenzentrum / Institut für Fremdsprachen (IFS)
- Forschungsinstitute: Institut für Angewandte Forschung (IAF), Schmucktechnologisches Institut (STI), Institute for Human Engineering & Empathic Design Pforzheim (heedPF), Institut für Industrial Ecology (INEC), Institut für Personalforschung (IfP), Institut für Werkstoffe und Werkstofftechnologien (Prüflabor für Materialuntersuchungen) (IWWT), Institut für Smart Systems und Services (IoS³), Institute for Smart Bicycle Technology (ISBT)
- Zentrum für Präzisionstechnik (ZPT)
- Hauptsitz der Akademie an der Hochschule Pforzheim (AHP) mit berufsbegleitenden Weiterbildungsprogrammen

### Holzgartenstraße 36
- Hauptsitz der Fakultät für Gestaltung
- Bibliothek zum Bereich Kunst und Design
- KATAPULT – Gestalterischer Vorkurs

### Eutinger Straße 111 (G3)
- Fakultät für Gestaltung (Masterstudiengang „Transportation Design“)

### Östliche Karl-Friedrich-Straße 24 (G2)
- Außenstellen der Fakultäten für Technik und Gestaltung
  - Labore und Werkstätten des Studiengangs Mode
  - Büros und Labore der Fachbereiche IT, WI und MB
- Forschungsprojekte des kooperativen Promotionskolleg „Entwurf und Architektur eingebetteter Systeme (EAES)“ mit der Universität Tübingen
- Institute for Human Engineering & Empathic Design (HEED), gefördert von der Karl-Schlecht-Stiftung
- Gründerwerk – Zentrum für Unternehmensgründung der Hochschule Pforzheim
- Factory Space (Projekt zur Studien- und Berufsorientierung)

### Emma-Jäger-Straße 20
- EMMA – Kreativzentrum Pforzheim

### Außenstelle am Bildungsstandort Nagold
- Präsenzveranstaltungen des Weiterbildungsprogramms Innovationsmanagement der Akademie an der Hochschule Pforzheim (AHP)

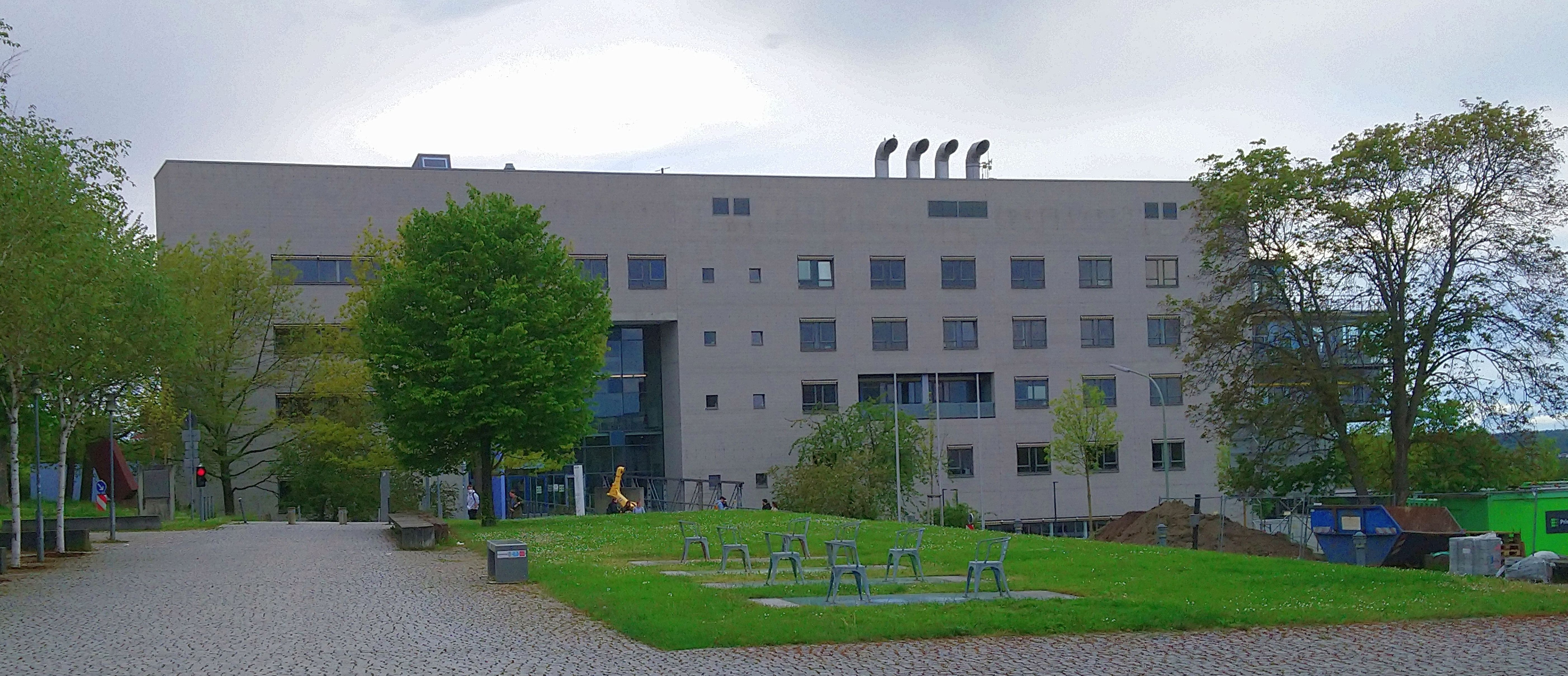
Gebäude T1
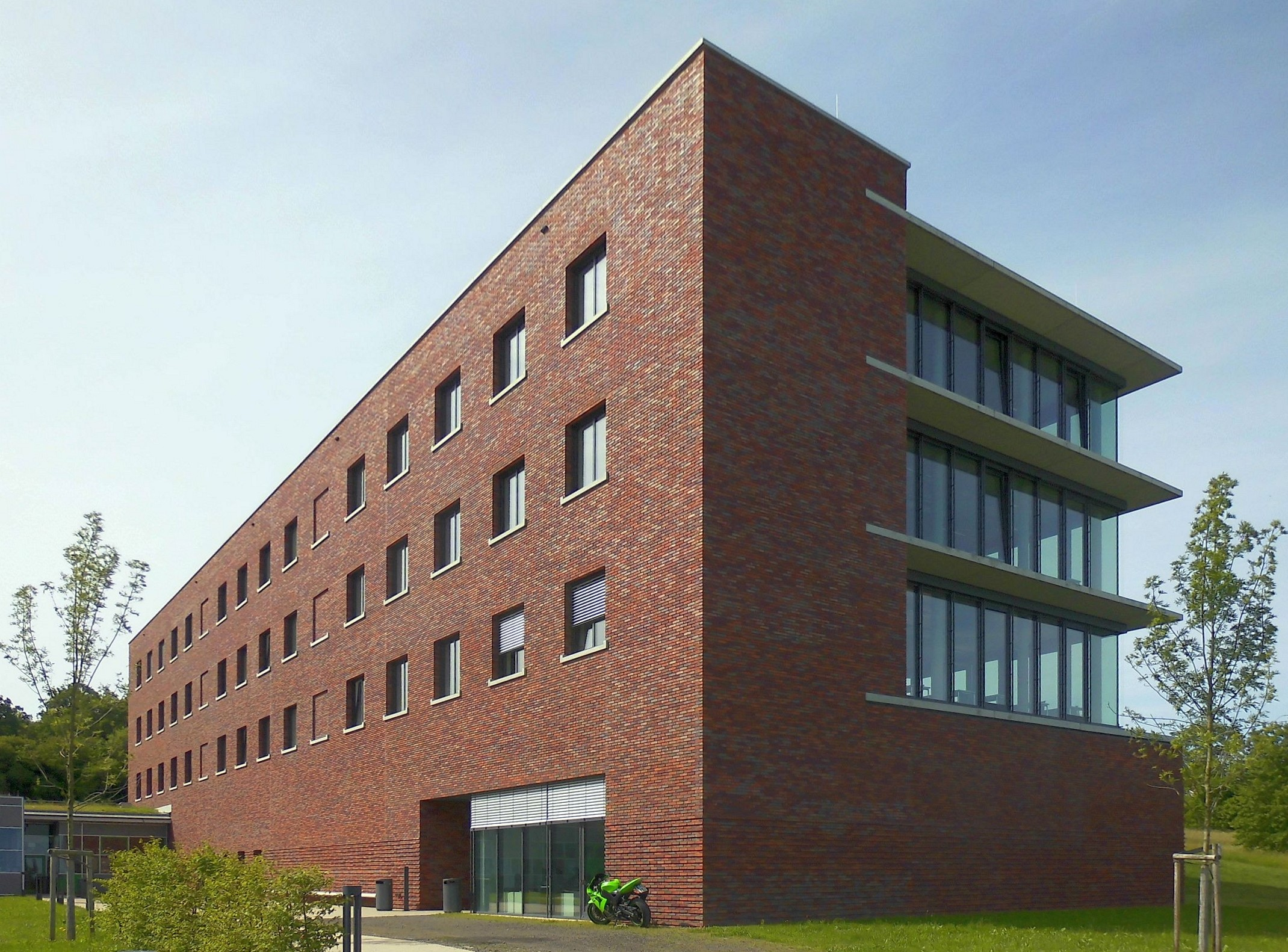
Gebäude T2
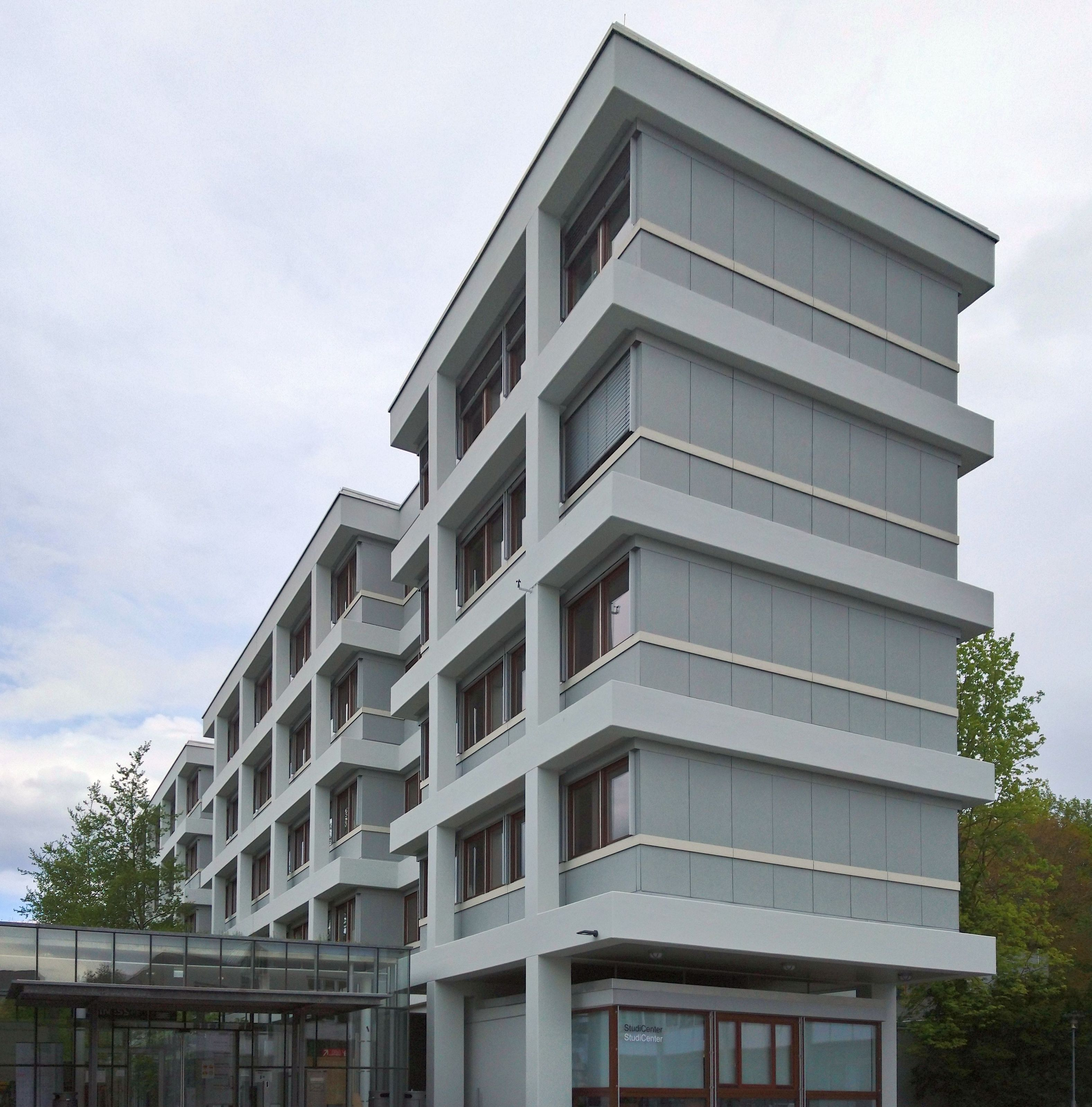
Gebäude W1
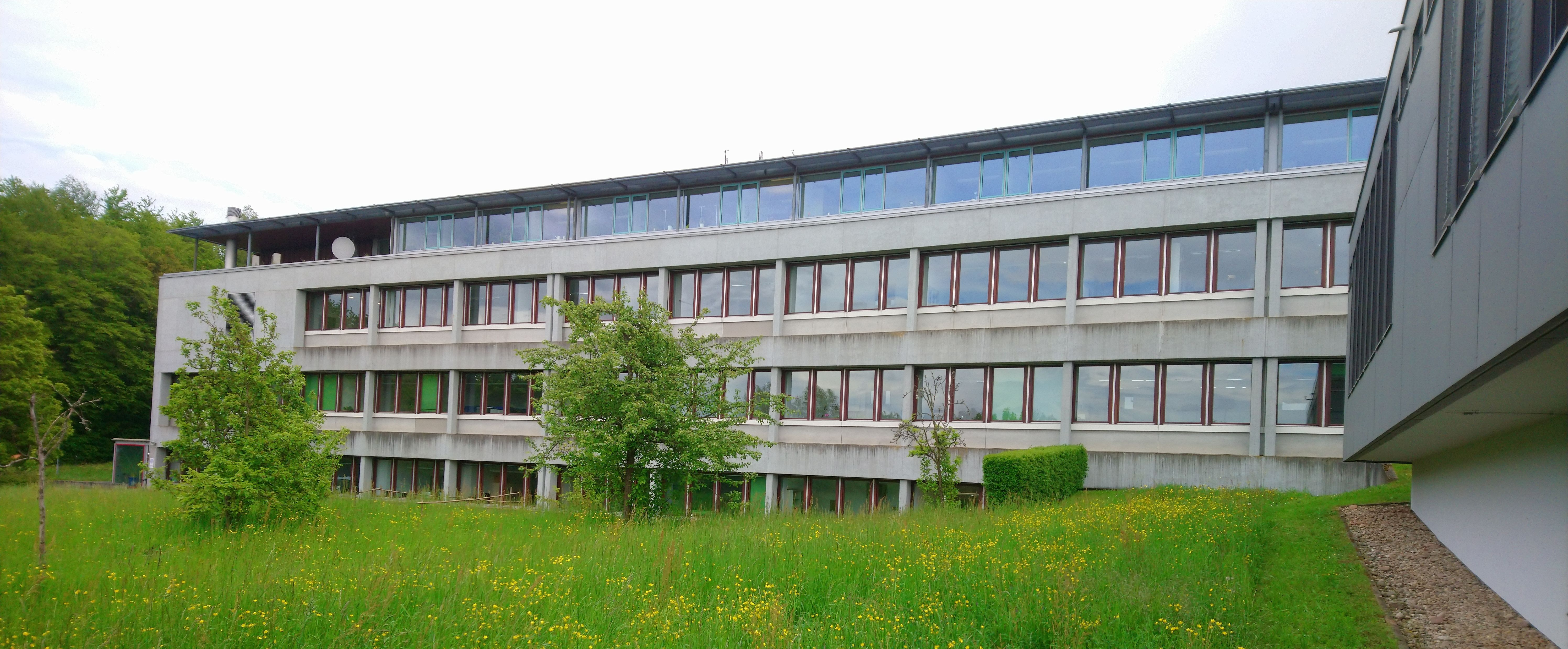
Gebäude W2
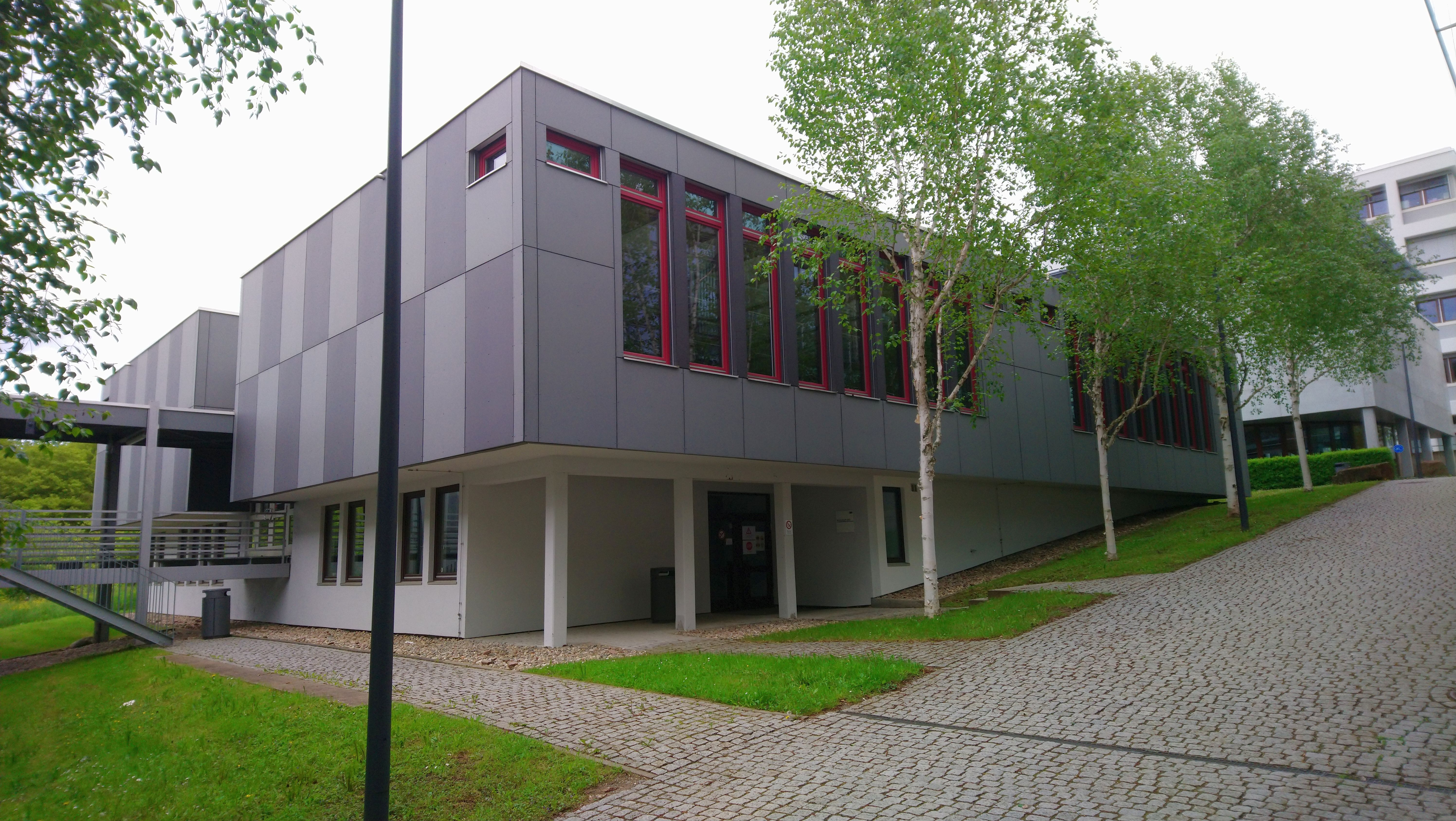
Gebäude W3
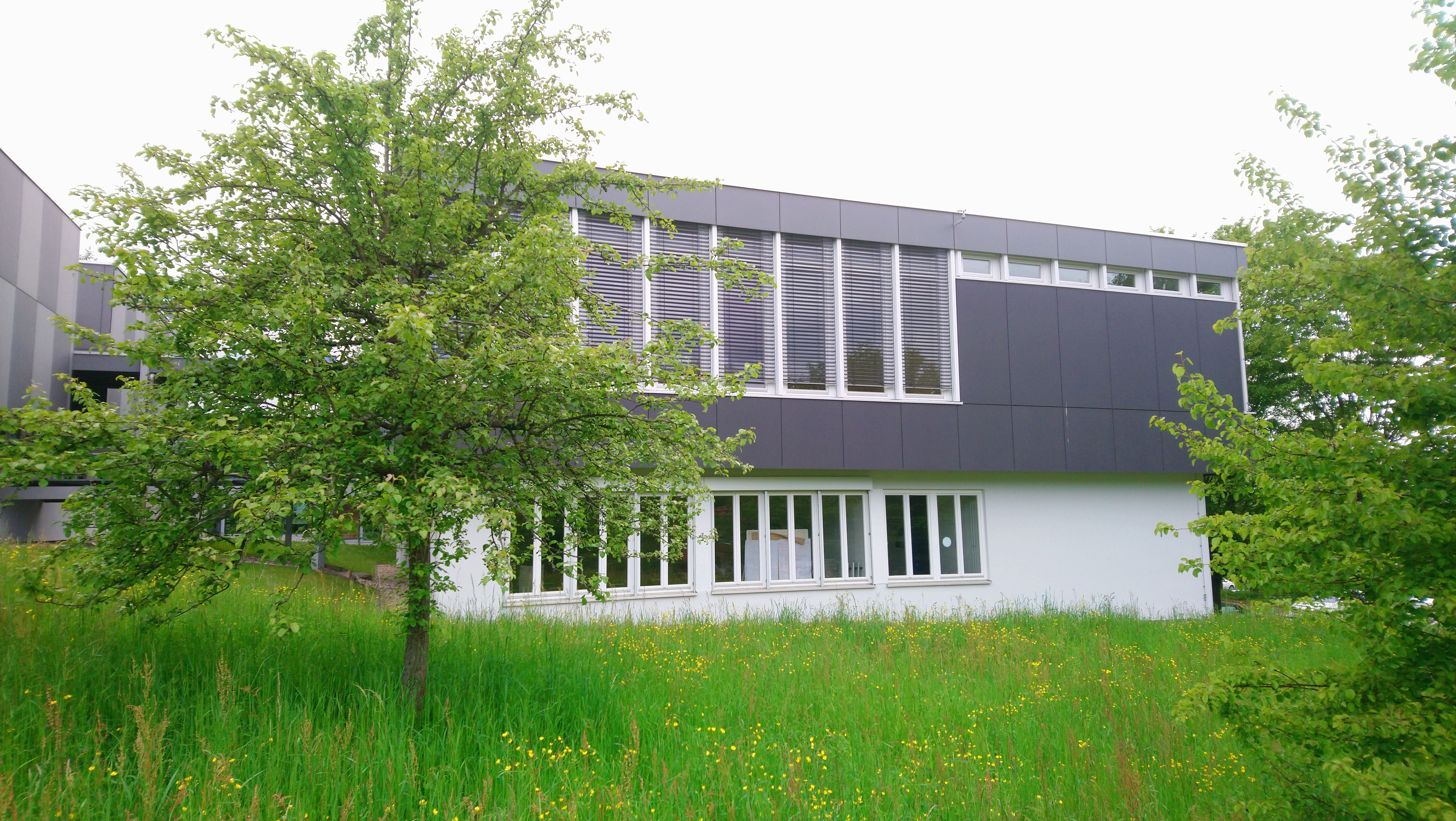
Gebäude W4
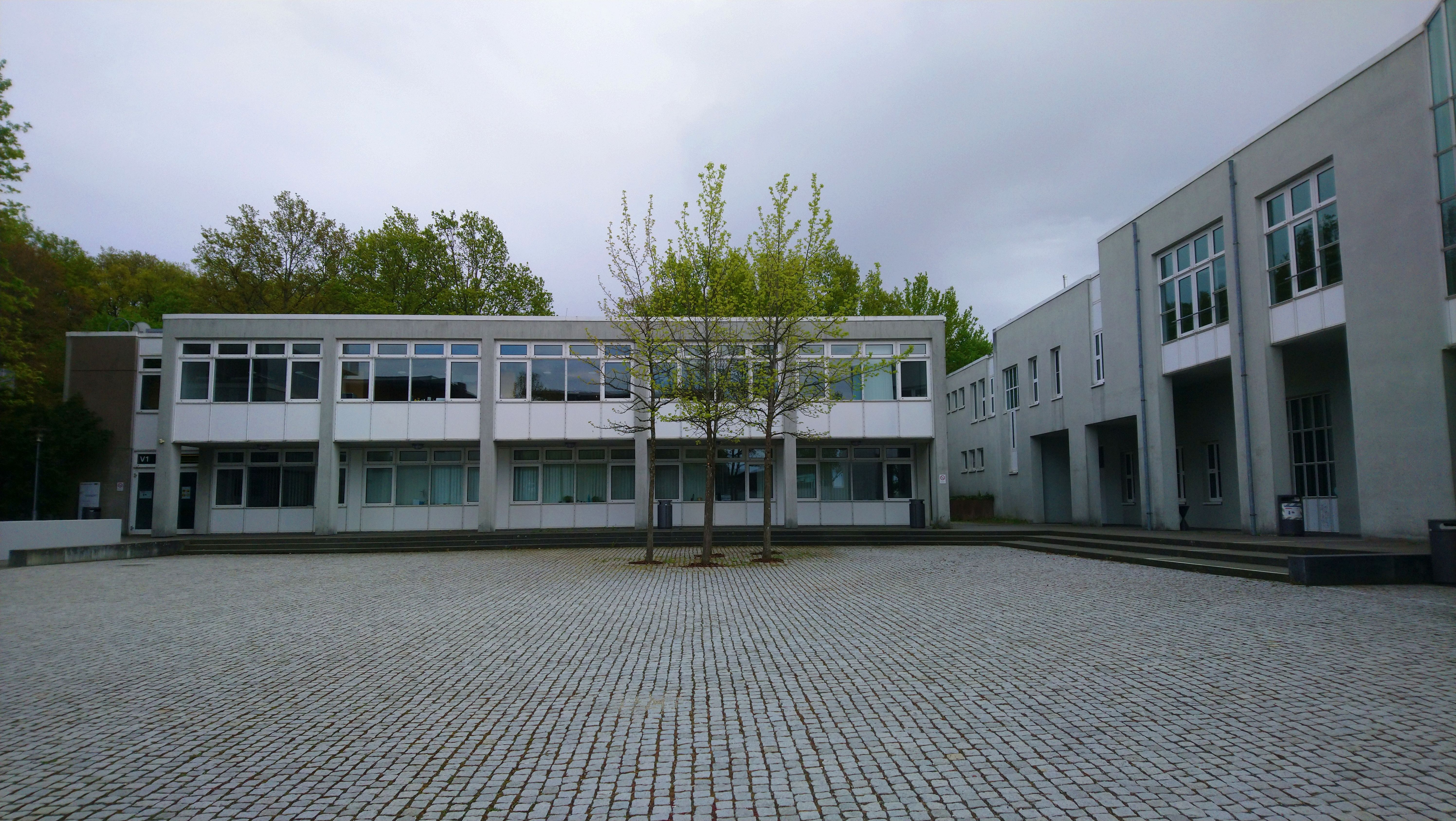
Gebäude Z1 mit Mensa
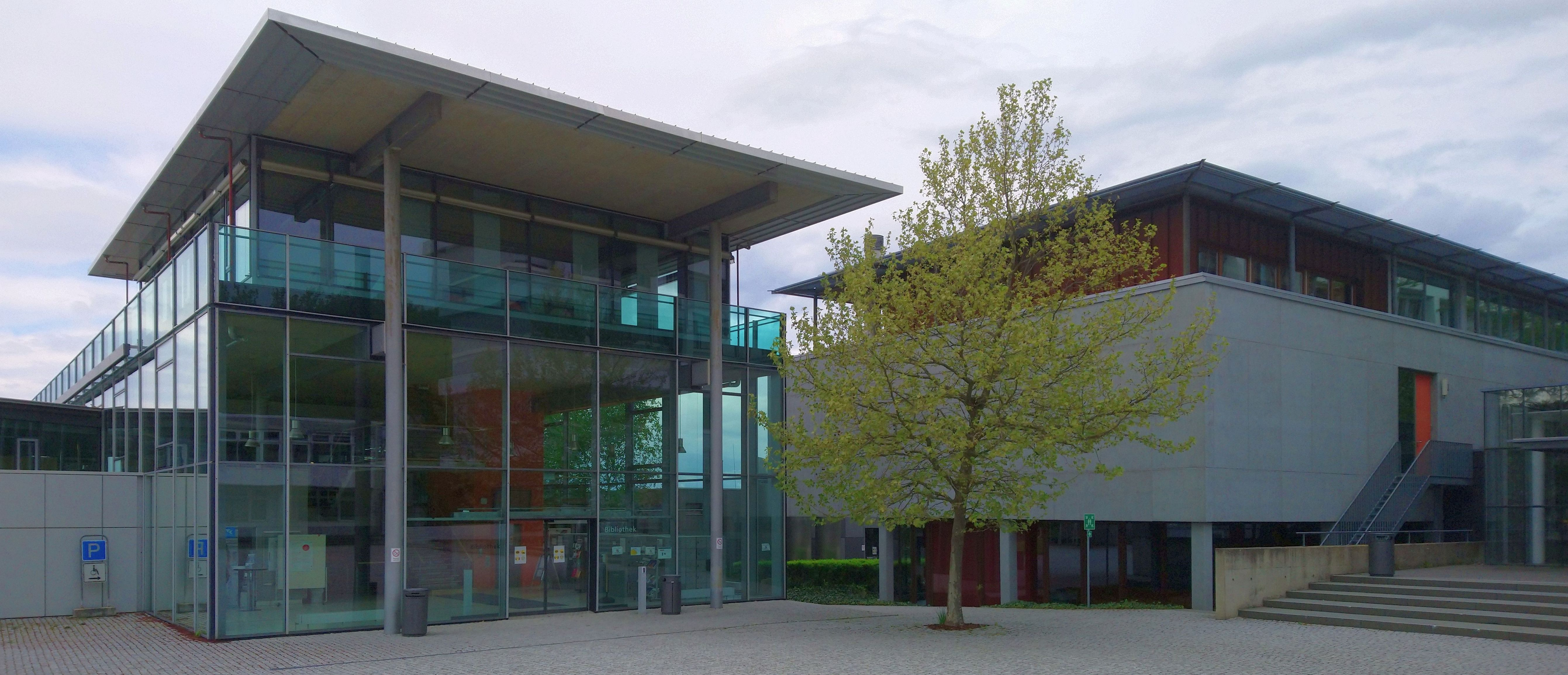
Gebäude Z2 mit Bibliothek und Audimax

## Persönlichkeiten

### Hochschullehrer
- Hanno Beck (* 1966), Professor für Volkswirtschaftslehre
- Fernando Fastoso, Inhaber der Stiftungsprofessur für „High Class and Luxury Brands“
- Thomas Gerlach (* 1959 oder 1960), Professor für Industrial Design und Creative Direction
- Bernhard Jablonski (1924–2023), Professor für Industrie Design, Rektor der FH 1976–1985, Gründer des Transportation Design
- Werner Pepels, (* 1952), Professor für Betriebswirtschaftslehre (FH 1989–1995), Lehrbuchautor, Stiftungsvorstand
- Mario Schmidt (* 1960), Professor für ökologische Unternehmensführung, Leiter des Instituts für Industrial Ecology (INEC)
- Karl Schollmayer (1908–1996), Direktor von 1956 bis 1970
- Johann Stockhammer (* 1960), Professor für Modedesign
- Jürgen Volkert (* 1962), Professor für Ökonomie und Ethik
- Werner Weißbrodt (1928–2017), Professor für Grafikdesign
- Markus-Oliver Schwaab (* 1964), Professor für Personalmanagement
- Wechsler Andrea (* 1977), Professorin für Wirtschaftsprivatrecht[16]

### Verliehene Ehrennadeln
- Dražen Barković, Prorektor der Josip-Juraj-Strossmayer-Universität Osijek (5. November 2009)
- Željko Turkalj, Dekan der wirtschaftswissenschaftlichen Fakultät der Josip-Juraj-Strossmayer-Universität Osijek (5. November 2009)[17]

### Absolventen
- Anne Forscher (* 1985), Automobildesignerin bei BMW
- Marc Lichte (* 1969), Chefdesigner von Audi
- Thomas Ingenlath (* 1964), Automobildesigner, CEO von Polestar
- Daniel Simon (* 1975), Automobildesigner
- Jasmin Kosubek, Fernsehmoderatorin
- Domagoj Dukec (* 1975), Automobildesigner bei BMW
- Florian Fickel (* 1969), Audio- und Filmproduzent und Autor
- Joachim Kößler (* 1950), Bundesbankdirektor a. D.
- Thomas Oelmayer (* 1954), Politiker
- Winfried Brumma (* 1952), Politiker
- Arnold Tölg (1934–2024), Politiker
- Julius Redling (* 1947), Politiker
- Winfried Neun (* 1962), Verhaltensökonom
- Ute Eitzenhöfer (* 1969), Schmuckdesignerin, Professorin